# Molophilus ishizuchianus
Molophilus ishizuchianus är en tvåvingeart som beskrevs av Alexander 1954. Molophilus ishizuchianus ingår i släktet Molophilus och familjen småharkrankar. Inga underarter finns listade i Catalogue of Life.